# HK Baník Karviná
HK Baník Karviná (celým názvem: Hokejový klub Baník Karviná) byl český klub ledního hokeje, který sídlí ve městě Karviná v Moravskoslezském kraji. Založen byl v roce 2021, po zániku mužstva HC Býci Karviná se Baník Karviná zaměřoval na mládež, HC Falcons Sokol Karviná vznikl na podporu mužského a ženského oddílu. V roce 2023 převzal Baník Karviná seniorský oddíl od Falcons a přihlásili se do Moravskoslezské krajské ligy, ženský oddíl zůstal pod Falcons Sokol Karviná. Prvním a jediným trenérem byl Aleš Flašar. Klub se do následujícího ročníku 2024/2025 nepřihlásil do Moravskoslezské ligy a zároveň oznámil konec klubu.  Během zániku mužstva se Karvinský klub sloučil s klubem HC Wolves Český Těšín.

## Historické názvy
- 2023 – HK Baník Karviná (Hokejový klub Baník Karviná)
- 2024 – fúze s HC Wolves Český Těšín ⇒ zánik

## Přehled ligové účasti
Stručný přehled
- 2023-2024 : Moravskoslezská krajská liga (4. ligová úroveň v České republice)

Jednotlivé ročníky
| Česko (2023–2024) |                              |           |          |                                       |          |
| Sezóny            | Soutěž                       | Úroveň    | ZČ       | Play-off, nadstavba, sk. o udržení... | Poznámky |
| 2023/2024         | Moravskoslezská krajská liga | 4. úroveň | 4. místo | Semifinále                            |          |

Legenda: ZČ - základní část, červené podbarvení - sestup, zelené podbarvení - postup, fialové podbarvení - reorganizace, změna skupiny či soutěže